# Rhythm and blues
Rhythm and Blues (někdy též R&B, či Rhythm & Blues) je široký termín, aplikovaný na populární hudbu, vytvořenou Afroameričany. Původně se termín užíval na styl hudby ze 40. let 20. století, kombinující prvky jazzu, gospelu a blues.
Nejčastějšími nástroji původního R&B byly basová kytara, saxofon, bicí a klávesové nástroje.
V současné době se (moderní) R&B dostalo do komerční sféry, kde splynulo, podobně jako například Hip hop, s jinou populární hudbou a začaly do něj vnikat prvky pop rocku, podobně jako do mnoha jiných stylů.

## Terminologie
Název tohoto hudebního stylu vymyslel v roce 1947 novinář Jerry Wexler z amerického týdeníku Billboard. Tento termín rovněž nahradil rasistický výraz "race music", což v překladu znamenalo "rasová hudba". Rober Palmer, spisovatel a producent, hudbu Rhythm and Blues definuje jako "všeobjímající termín, který zahrnuje veškerou hudbu vytvořenou černými umělci". Rovněž prohlásil, že R&B je synonymum pro Jump blues, jenže Allmusic definuje Jump blues jako více [rytmicky] gospelově orientovaný žánr. Lawrence Cohn, autor knihy Nothing but the Blues napsal, že "rhythm and blues" je jenom pomocný termín, škatulka která pokrývá veškeré černošské žánry, kromě klasické a náboženské hudby.
Od 70. let minulého století pod R&B rozumíme také funk, soul a disco. V dnešní době tento termín označuje především moderní varianty hip hopu a soulu.

## Historie

### 40. léta
V 40. letech 20. století byl styl Rhythm and Blues předchůdcem rockabilly a rock and rollu. Mezi styly, které ho v té době ovlivňovaly zařazujeme jazz, gospel a africkou hudbu.

### 50. léta
Rhythm and Blues vytvořilo regionální varianty tohoto žánru, příkladem může být New Orleans R&B. Mezi výrazné interprety neworleanského R&B řadíme například Fatse Domina či Smiley Lewis, Professor Longhair, Lloyd Price. R&B dalo také "život" velice populárnímu podžánru 50. let s názvem "Doo-Wop". Jedná se o harmonický hudební crossover styl provozovaný větší vokální skupinou (původ tohoto stylu je například v Barbershop Quartets, A cappella či gospelu) s emotivní melodií baladického rock and rollu.
- Představitelé: Fatse Domina, The Drifters, The Coasters.

### 60. léta
Americe vládla soulová a později i vyvíjející se funková hudba, což jsou dva žánry, které ovlivnilo pozdější sound moderního R'n'B.
- Představitelé: James Brown, Wilson Pickett, The Temptations, Aretha Franklin, Sam & Dave, Joe Tex.

### 70. léta
- Představitelé: Marvin Gaye, Curtis Mayfield, Donny Hathaway či Kool and the Gang

### 80. léta
Popularita moderního R&B vzrůstala v 80. letech s příchodem umělců jako Michael Jackson, Prince, Luther Vandross, Whitney Houston a New Edition. Na přelomu 80. a 90. let vznikl kombinací černošské R&B hudby (R&B, jazz, blues, Motown, hip hop) s popovými (dance-pop, synthpop, new wave atd) rytmy podžánr New jack swing
- Představitelé: Bobby Womack, Freddie Jackson, Bobby Brown, Ray, Goodman & Brown, Lakeside, Maze, Babyface, či MC Hammer

### 90. léta, 2000. léta
V 90. letech bylo R&B stále víc ovlivňováno Hip-hopem, na druhé straně byly oblíbené r'n'b balady s neo-soulovým nádechem (Boyz II Men, Toni Braxton). Po roce 2000 se vliv R&B dostal až do hlavní proudové sféry. Jeho prvky slyšíme v písních popových umělců jako Alicia Keys.
- Představitelé: Alicia Keys, Monica, Brandy, Rihanna, Ed Sheeran, Travis Scott,

## Hudebníci
- James Brown
- Wilson Pickett
- The Temptations
- The Four Tops
- Joe Tex
- Sam Cooke
- Otis Redding
- Big Joe Turner
- Roy Brown
- BTS